# Эчейта, Хавьер
Хавьер Эчейта Горичатеги (исп. Xabier Etxeita Gorritxategi; 31 октября 1987, Аморебьета-Эчано, Испания) — испанский футболист, центральный защитник клуба «Аморебьета». Выступал за сборную Испании.

## Клубная карьера
Эчейта родился в Аморебьета-Эчано, Бискайя, и является выпускником юношеской академии клуба «Атлетик Бильбао» в Лесаме. Свои первые матчи за главную команду Бильбао он сыграл в сезоне 2008/09. 16 ноября 2008 года, в дебютном матче против «Осасуны», игрок вышел на замену вместо травмировавшегося Устарица, а в следующем матче против «Нумансии» был удален с поля. 21 декабря Эчейта в перерыве заменил травмировавшегося Мурильо и помог своей команде обыграть «Реал Бетис» (1-0). Остаток сезона игрок провел за резервистов «Атлетика» — «Бильбао Атлетик».
В последний день трансферного окна в январе 2010 года Эчейта был отдан в пятимесячную аренду в «Картахена», игравшую в Сегунде. 16 июля 2010 года игрок покинул «Атлетик» и подписал контракт с клубом Сегунды «Эльче», где быстро стал игроком основного состава.
4 июня 2013 года, сыграв в закончившемся сезоне 40 игр и забив 4 гола, чем помог Эльче впервые за 30 лет выйти в элиту испанского футбола, Эчейта в качестве свободного агента вернулся в «Атлетик Бильбао». Из-за тяжелой травмы в сезоне 2013/14 Эчейта сыграл всего 3 матча.
Свой первый гол за «Атлетик» Эчейта забил 25 октября 2014 года в ворота «Альмерии».
24 июля 2018 года Эчейта был отдан в аренду клубу «Уэска» до конца сезона 2018/2019.

## Международная карьера
В октябре 2015 года Эчейта получил первый вызов в сборную Испании. 12 октября он отыграл все 90 минут в квалификационном матче Евро-2016 против сборной Украины (1-0), когда испанцы уже гарантировали себе попадание на турнир.

## Достижения
«Атлетик Бильбао»
- Обладатель Суперкубка Испании: 2015